# محمدرضا اصلاح کازرونی
محمدرضا اصلاح دریسی کازرونی (زاده ۱۲۵۲ در دریس کازرون) روزنامه نگار آزادی خواه ایرانی بود. وی روزنامه های مشهوری را در بمبئی و تهران انتشار داد. مقبره وی در اهواز است.